# James Larkin

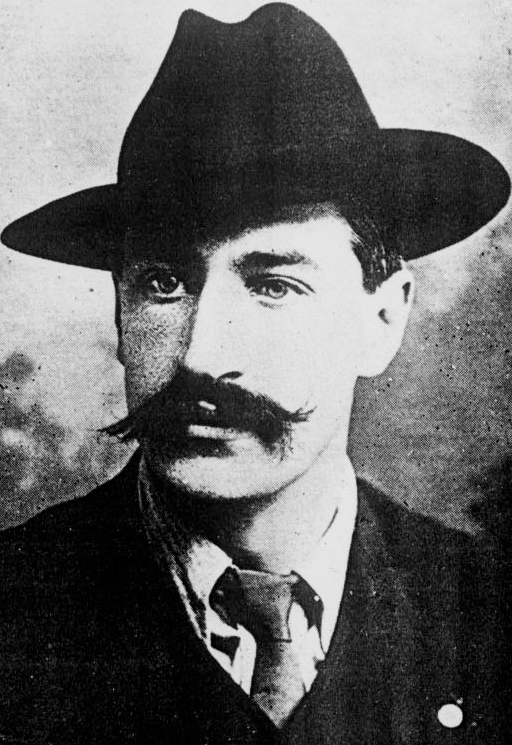
James Larkin (etwa 1910)

James Larkin (* 28. Januar 1874 in Liverpool; † 30. Januar 1947 in Dublin), ir. Séamas Ó Lorcáin, Spitzname Big Jim, war ein sozialistischer Aktivist und Führer der irischen Gewerkschaftsunion. Er wurde im Januar 1874 im englischen Liverpool geboren. Seine Eltern waren Iren. Er wuchs in Armut auf, hatte lediglich eine mangelhafte Bildung und begann sein Arbeitsleben bereits im Kindesalter mit diversen Jobs. Später zog er nach Irland und gründete die Irish Transport and General Workers’ Union, die Irish Labour Party und die Workers’ Union of Ireland. Am bekanntesten wurde seine Rolle im großen Dubliner Generalstreik im Jahre 1913. Larkin gehörte ebenfalls, neben James Connolly, zu den Gründungsmitgliedern der republikanisch-sozialistischen Irish Citizen Army, die eine wichtige Rolle im Osteraufstand von 1916 spielte.

## Leben

### Die Anfänge

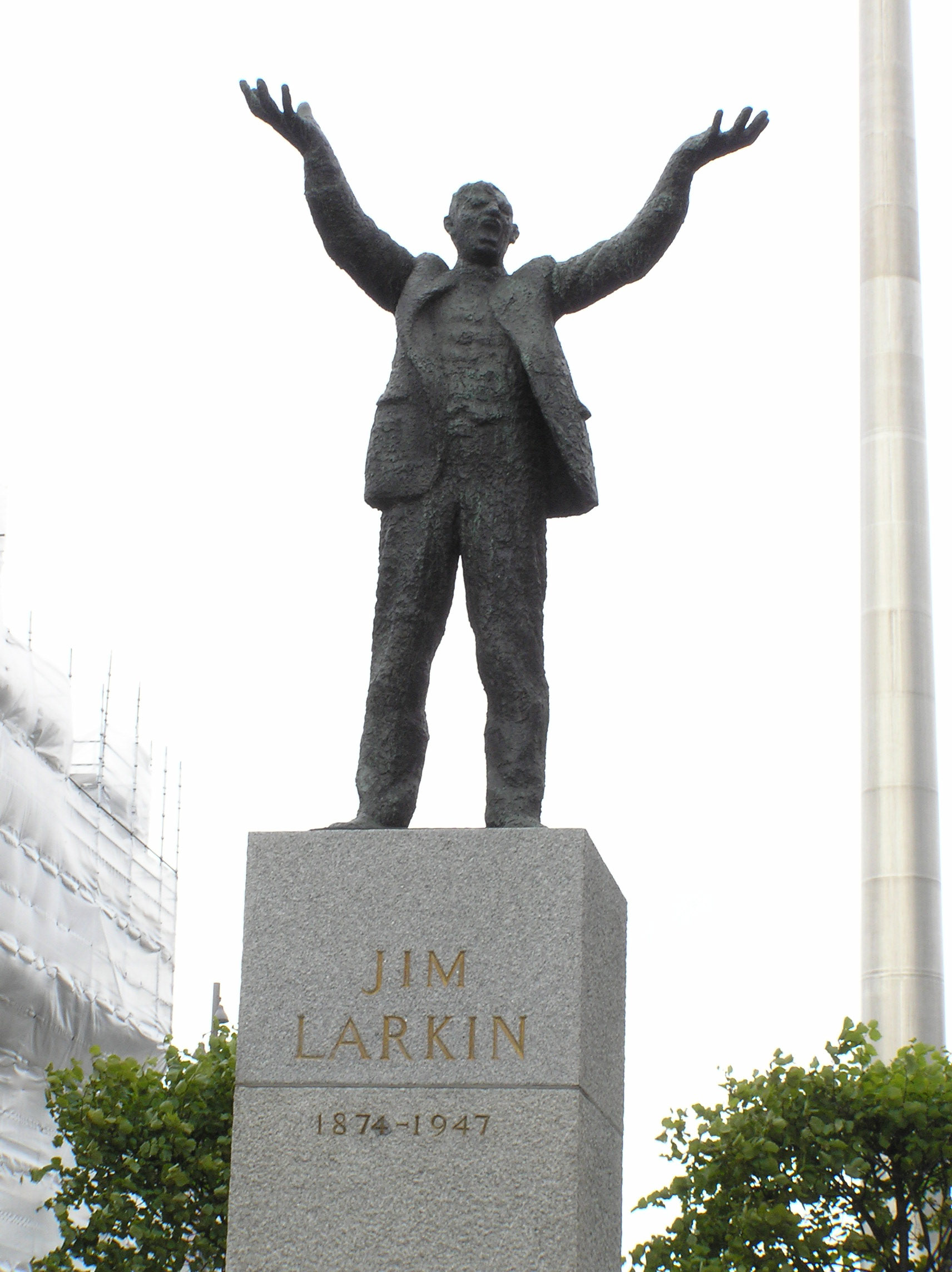
Statue von James Larkin auf der O’Connell Street, Dublin

Larkins Familie lebte in den ersten Jahren seines Lebens in einem Slum in Liverpool. Im Alter von sieben Jahren besuchte er morgens die Schule und arbeitete nachmittags, um das Familieneinkommen zu unterstützen – ein durchaus übliches Vorgehen in Arbeiterfamilien dieser Zeit. Mit 14 Jahren, nach dem Tod seines Vaters, bekam er eine Lehrstelle in der Firma, in der bereits sein Vater gearbeitet hatte, doch nach 2 Jahren wurde ihm gekündigt. Er blieb eine Zeit lang arbeitslos und arbeitete schließlich als Seemann und Hafenarbeiter. 1903 war er Hafenvorarbeiter, und am 8. September desselben Jahres heiratete er Elizabeth Brown.
Schon seit 1893 entwickelte Larkin ein Interesse für den Sozialismus und wurde Mitglied der Independent Labour Party. 1905 war er einer der wenigen Vorarbeiter, die am Streik am Liverpooler Hafen teilnahmen. Daraufhin wurde er in das Streikkomitee gewählt, und obwohl er deswegen seine Arbeit im Hafen verlor, hatte sein Auftreten die „National Dock Labourers' Union“ (NDLU) so beeindruckt, dass er befristet als Organisator eingestellt wurde. Später bekam er eine feste Anstellung bei der „Union“, die ihn 1906 nach Schottland entsandte, wo er erfolgreich Arbeiter in Preston und Glasgow organisierte.

### Vorbereitung der irischen Arbeiterbewegung 1907–1914
Im Januar 1907 übernahm Larkin seine erste Aufgabe der Union in Irland, als er in Belfast die städtischen Hafenarbeiter erfolgreich für die NDLU anwarb und organisierte. Als die Arbeitgeber die Gehaltsforderungen ablehnten, traten die Arbeiter im Juni 1907 in den Streik. Fuhrunternehmer und Arbeiter von Kohlen-Betrieben folgten kurz darauf. Doch der Streik der letzteren wurde bereits nach einem Monat beigelegt. Larkin gelang es auch hier, die protestantischen und katholischen Arbeiter zu vereinen, doch der Streik endete ohne signifikanten Erfolg im November. Während dieser Zeit kam es zu Spannungen wegen der Führungsposition innerhalb des Streiks zwischen Larkin und dem Geschäftsführer der NDLU James Sexton, dessen Rolle bei der Übernahme der Verhandlungen und der daraus entstandenen katastrophalen Einigung für die letzten Streikenden zu einer bleibenden Kluft zwischen den beiden führte.
1908 zog es Larkin in den Südteil der Insel, wo er Arbeiter in Dublin, Cork und Waterford mit beachtlichem Erfolg organisierte. Als er sich entgegen den Anweisungen der NDLU in Dublin an einer Diskussion beteiligte, wurde er aus der NDLU ausgeschlossen. Später verklagte ihn die „Union“ noch wegen der Verteilung von Geldern der Union an Arbeiter aus Cork in einem nicht offiziellen Streik. Nach der Verhandlung und der Verkündung des Urteils 1910 verbrachte er 3 Monate im Gefängnis – ein Urteil, das weitestgehend als ungerecht angesehen wurde.
Nach seinem Ausschluss aus der NDLU gründete Larkin Ende Dezember 1908 die Irish Transport and General Workers’ Union (ITGWU). Diese Vereinigung existiert unter dem Namen The Services Industrial Professional & Technical Union (SIPTU) noch heute. Während sich die Gruppen der NDLU in Dublin, Cork, Dundalk, Waterford und die katholischen Arbeiter in Belfast schnell der neu gegründeten „Union“ anschlossen, verblieben die Gruppen aus Derry, Drogheda sowie die Protestanten in Belfast bei der britischen Vereinigung. Im frühen 1909 zog Larkin nach Dublin, das Hauptsitz der ITGWU und Fokus seiner zukünftigen Aktivitäten in Irland wurde.
In Zusammenarbeit mit James Connolly gelang Larkin 1912 die Gründung der Irish Labour Party. Noch im gleichen Jahr wurde er in die Dublin Corporation gewählt, das damalige Parlament der Stadt. Allerdings verlor er seinen Sitz dort bereits einen Monat später wegen seiner einstigen Verurteilung wieder.

### Dublin Lockout, 1913
Hauptartikel: Dublin Lockout
Anfang 1913 hatte Larkin einigen Erfolg bei industriellen Auseinandersetzungen in Dublin, indem er des Öfteren zu Streiks und zum Boykott von Waren aufrief. Besonders zwei führende Betriebe, die – weil sie die Mitarbeiter unter Druck gesetzt hatten – ohne Gewerkschaften geblieben waren, rückten in Larkins Blickfeld: Die Guinness-Brauerei und die Dublin United Tramway Company.

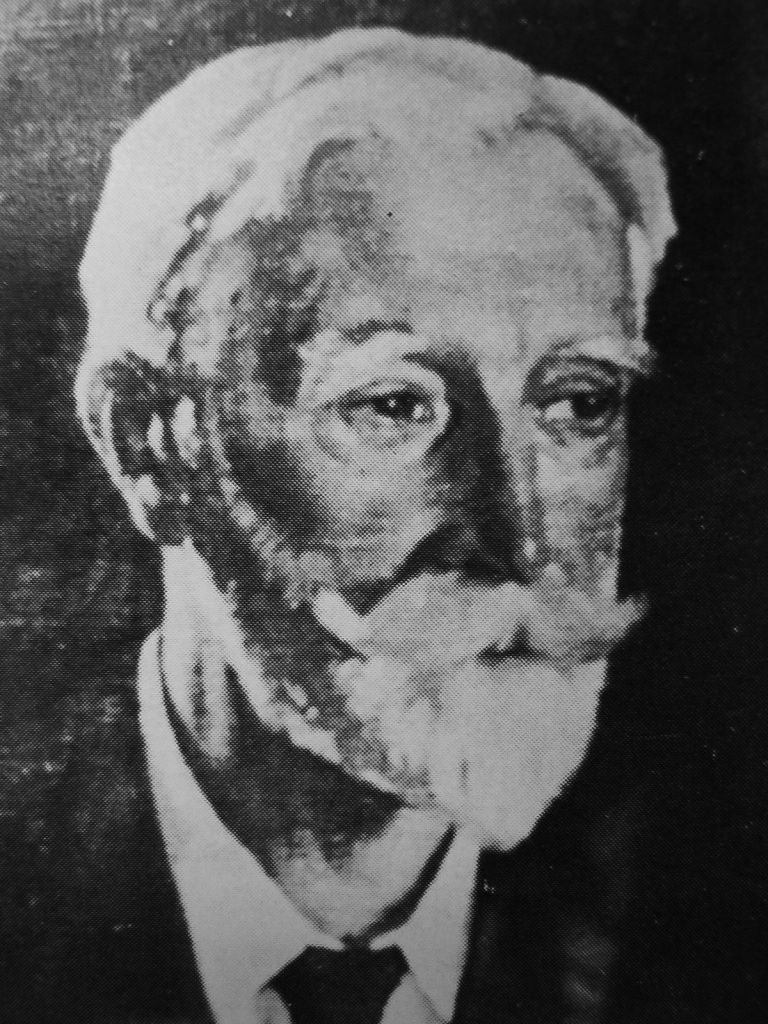
William Martin Murphy, der Leiter der Dublin United Tramway Company, Eigentümer der Irish Independent und Vizepräsident der Dubliner Handelskammer, war der wichtigste Gegner Larkins in der Auseinandersetzung von 1913

Die daraus entstandene Auseinandersetzung geriet zu der schwerwiegendsten in der Geschichte Irlands. Die siebenmonatige Aussperrung bestrafte zehntausende Dubliner Arbeiter und Arbeitgeber. Larkin wurde durch die drei auflagenstärksten und William Martin Murphy gehörenden Zeitungen Irish Independent, Sunday Independent und Evening Herald als der Sündenbock hingestellt. Weitere Führer der ITGWU dieser Zeit waren James Connolly und William X. O’Brien, während einflussreiche Personen wie Patrick Pearse, Countess Markievicz und William Butler Yeats die Arbeiter in den ansonsten gegen Larkin gerichteten Zeitungen unterstützten.
Der „Lockout“ wurde erst Anfang 1914 beigelegt, als die Aufforderung von Larkin und Connolly nach unterstützenden Streiks in Großbritannien von der britischen TUC abgelehnt wurde. Obwohl die Aktionen der ITGWU und der kleineren UBLU keine bessere Bezahlung und Arbeitsbedingungen brachten, waren sie doch der Wendepunkt in der Geschichte irischer Arbeiter. Das Prinzip der Einigkeit und Solidarität unter den Arbeitern war geschaffen.

### Larkin in Amerika, 1914–1923
Einige Monate nach dem Ende des Generalstreiks zog Larkin in die Vereinigten Staaten, um sich von den Strapazen des Streiks zu erholen und neue Gelder für die Union aufzutreiben. Seine Abreise löste Bestürzung bei vielen Aktivisten der Union aus. In den USA wurde er Gründungsmitglied der
Kommunistischen Partei der USA. Aufgrund dieser Mitgliedschaft, seiner radikalen sozialistischen Veröffentlichungen und des herrschenden „roten Schreckens“ (des Kommunismus) in den Staaten wurde er 1920 wegen „krimineller Anarchie“ verhaftet und zu 5–10 Jahren in Sing Sing verurteilt. 1923 wurde er begnadigt und später vom New Yorker Gouverneur Alfred E. Smith abgeschoben.

### Rückkehr nach Irland und kommunistische Aktivitäten
Bei seiner Rückkehr nach Irland im April 1923 wurde Larkin wie ein Held empfangen. Er begann unverzüglich eine Reise durch das Land und traf sich mit Mitgliedern der Trade Union, um für ein Ende des irischen Bürgerkriegs (Irish Civil War) zu werben. Trotz aller Bemühungen befand Larkin sich im Widerspruch zu William O’Brien, der in dessen Abwesenheit zur tragenden Figur der ITGWU, der Irish Labour Party und des Trade Union Congress aufgestiegen war. Larkin war nach wie vor Geschäftsführer der ITGWU, der bittere Streit zwischen diesen beiden sollte über zwanzig Jahre andauern.
Im September 1923 gründete Larkin die Irish Worker League (IWL), die kurz darauf von der Komintern als irischer Teil der kommunistischen Bewegung angesehen wurde. 1924 trat Larkin dem Kongress der Komintern bei und wurde in das Exekutiv-Komitee gewählt. Dennoch war die IWL nicht wie eine politische Partei organisiert und hatte auch niemals große politische Erfolge. Der größte Erfolg im ersten Jahr war die Schaffung eines Geldfonds für republikanische Gefangene des irischen Bürgerkriegs.
Während Larkin 1924 am Komintern-Kongress in Moskau teilnahm, kam es in Dublin zum Bruch zwischen den beiden Flügeln der ITGWU. Die Unterstützer Larkins verließen unter Führung seines Bruders Peter die ITGWU und gründeten die Irische Arbeitervereinigung Workers’ Union of Ireland (WUI). Diese neue Gruppe wuchs anfangs sehr schnell und sicherte sich die Loyalität von zwei dritteln der Dubliner Mitglieder der ITGWU sowie einer kleineren Anzahl von ländlichen Mitgliedern. Die WUI schloss sich der pro-sowjetischen Red International of Labour Unions an. Doch, wie ehemals die IWL, wurde auch das Wachstum der WUI durch Larkins chaotischen und diktatorischen Ansatz stark gebremst.
Im Januar 1925 entsandte die Komintern den britisch-kommunistischen Aktivisten Bob Stewart nach Irland, um dort in Zusammenarbeit mit Larkin eine kommunistische Partei zu gründen. Eine formale Gründungskonferenz der Irish Worker League, die die Rolle dieser Partei übernehmen sollte, wurde für Mai angesetzt, endete jedoch in einem Fiasko, als die Organisatoren in letzter Minute erfuhren, dass Larkin nicht daran teilnehmen wollte. Mit dem Gefühl, ohne ihn nicht bestehen zu können, sagten sie die Versammlung, die im Mansion House in Dublin stattfinden sollte, kurzfristig ab.
Bei den Wahlen im September 1927 wurde Larkin in Nord-Dublin gewählt. Dies war das einzige Mal, dass ein Kommunist ins Dáil Éireann (irisches Unterhaus) gewählt wurde. Eine Verleumdungsklage von William O’Brien wurde gegen Larkin entschieden. Jedoch wollte dieser die verhängte Strafe nicht bezahlen, weswegen er seinen Sitz nicht einnehmen konnte.
In den frühen 1930er Jahren wandte Larkin sich von der Sowjetunion ab. Bei den Wahlen 1932 trat er noch als Kommunist ohne Erfolg an; 1933 betitelte er sich bereits als „unabhängiger Arbeiter“. Während dieser Zeit bemühte er sich auch um eine Annäherung an die katholische Kirche. 1936 erlangte er erneut einen Sitz im Dubliner Parlament, der Dublin Corporation, und bei den Wahlen im folgenden Jahr auch einen Sitz im irischen Unterhaus, den er jedoch 1938 wieder verlor. In diesem Zeitraum folgte die Workers’ Union of Ireland auch der generellen Bewegung der Gewerkschaften und wurde vom Dubliner Gewerkschaftsbund 1936 anerkannt.

### Rückkehr zur Labour Party
Als 1941 durch die Regierung ein neues Gewerkschaftsgesetz ins Parlament eingebracht wurde, wurde es, angeregt durch einen von William O’Brien vorgelegten internen Vorschlag zur Restrukturierung der Trade Union, seitens der kleineren Gewerkschaften als Bedrohung angesehen. Larkin und die WUI spielten führende Rollen in dem erfolglosen Kampf gegen dieses Gesetz. Nach dem Inkrafttreten des Gesetzes baten er und seine Anhänger um Aufnahme in die Labour Party, wo sie von vielen Mitgliedern nunmehr mit größerer Sympathie bedacht wurden. Im Gegenzug gliederte O’Brien die ITGWU aus der Labour Party aus und gründete die rivalisierende National Labour Party und prangerte den, seiner Ansicht nach, kommunistischen Einfluss in der Gegenpartei an. Larkin diente von 1943 bis 1944 als Deputierter der Labour Party im Dáil Éireann, dem irischen Unterhaus.
James Larkin verstarb am 30. Januar 1947 im Schlaf. Die Totenmesse wurde vom katholischen Erzbischof von Dublin John Charles McQuaid abgehalten. Tausende säumten die Straßen der Stadt, als der Leichenwagen zum Friedhof Glasnevin fuhr, auf dem u. a. auch viele irische Freiheitskämpfer beigesetzt sind.
Neben der Statue von „Big Jim“ in der O’Connell Street gibt es heutzutage auch noch eine Straße in Clontarf, die nach ihm benannt ist. Larkin ist Gegenstand von Gedichten von Frank O’Connor und Lola Ridge. Seine Person findet sich in Schauspielen von Daniel Corkery, George William Russell und Sean O’Casey. Außerdem ist er eine heroische Nebenfigur in James Plunketts Roman Strumpet City.